# Francesca Vargas
Claudia Francesca Vargas Garabito (Lima, 17 de julio de 1990) es una actriz y profesora de teatro peruana. Se dio conocer por haber protagonizado la teleserie Los otros libertadores de Latina Televisión, interpretando a la precursora peruana Micaela Bastidas.

## Biografía
Nació el 17 de julio de 1990 en Lima; bajo el nombre completo de Claudia Francesca Vargas Garabito. Proveniente de una familia de clase media, estudió la carrera de administración de empresas, optando con abandonarla.
Años más tarde, Vargas optaría por la actuación a partir de mediados de los 2010, formándose en los talleres de los actores Ramón García, Roberto Ángeles, Bruno Odar y Leonardo Torres Vilar, complementando con estudios de teatro en el Centro Cultural Británico.
Gracias a ello, le ha permitido dar inicio a su carrera actoral, haciendo su debut como actriz con la telenovela Mi esperanza en 2018, interpretando a Dolores «Lola» Ronceros. Seguidamente, fue protagonista de la comedia Chocho de Kriptonita en el año 2018 como la superheroína Hit-Girl, y se acredita dentro del reparto principal de la otra producción televisiva La otra orilla en 2020, donde asume el papel de Zoila Gutiérrez, la hermana menor de la protagonista Gloria Gutiérrez, interpretada por la también actriz Carolina Infante. Previo a ello, se incursiona en el teatro dentro de los repartos principales de los montajes Apetito en el bosque encantado, Paraíso, Nosotros los burócratas y La coima.
Al poco tiempo, obtuvo el protagónico en la teleserie Los otros libertadores en 2021, interpretando a Micaela Bastidas, precursora peruana que participó activamente en la Emancipación del Perú y esposa de Túpac Amaru II.
Protagoniza con Aníbal Lozano Herrera la obra teatral Carne quemada en 2022, bajo el rol de Martha, una diseñadora de modas, y fue estrenada en el Teatro Julieta.
En el año 2023, Vargas participó en el reparto del proyecto Tercera Llamada, donde protagonizaría el montaje Rockstars, interpretando a una mánager de actores y compartió el rol al lado del actor Germán «Manchi» Ramírez. Seguidamente, protagoniza Bombón rojo, también del mismo proyecto, como Ramona.
Vargas se incluye al reparto recurrente de la teleserie Al fondo hay sitio en 2024, bajo el papel de Leydi Matute, una policía de profesión y pareja de Joel Gonzáles.
Adicionalmente, en ese año protagoniza la comedia Relación tóxica como Stephanie, contando con Gianfranco Mejía en la dirección y dramaturgía, quién a su vez participa el trama. Fue protagonista del montaje Ven a mi casa esta Navidad en ese año, con Ricardo Caffo.

## Filmografía

### Cine
- Niño Juan (2019), reparto principal.
- Yuraq (2019), reparto principal.

### Televisión
| Año  | Título                 | Rol                     | Notas                  | Emisión            |
| ---- | ---------------------- | ----------------------- | ---------------------- | ------------------ |
| 2018 | Mi esperanza           | Dolores «Lola» Ronceros | Reparto secundario     | América Televisión |
| 2020 | La otra orilla         | Zoila Gutiérrez Alcázar | Reparto principal      | América Televisión |
| 2020 | Dos hermanas           | Urpi Rosa Vilca Pando   | Reparto principal      | América Televisión |
| 2021 | Los otros libertadores | Micaela Bastidas        | Protagonista           | Latina Televisión  |
| 2022 | Luz de luna            | Amiga de Simón          | Antagonista recurrente | América Televisión |
| 2023 | Maricucha              | Herminia Huamán         | Participación especial | América Televisión |
| 2024 | Al fondo hay sitio     | Leydi Matute            | Reparto recurrente     | América Televisión |

### Teatro
| Año   | Título                         | Rol                | Notas             |
| ----- | ------------------------------ | ------------------ | ----------------- |
| 2010s | Apetito en el bosque encantado |                    | Reparto principal |
| 2010s | Paraíso                        |                    | Reparto principal |
| 2010s | Nosotros los burócratas        |                    | Reparto principal |
| 2018  | La coima                       |                    | Reparto principal |
| 2019  | Chocho de Kriptonita           | Hit-Girl           | Protagonista      |
| 2020  | Por favor                      |                    | Protagonista      |
| 2020  | Carne quemada                  | Martha             | Protagonista      |
| 2023  | Rockstars                      | Mánager de actores | Protagonista      |
| 2023  | Bombón rojo                    | Ramona             | Protagonista      |
| 2023  | La Sirenita                    |                    | Reparto principal |
| 2023  | Una peña D'PTM                 |                    | Reparto principal |
| 2024  | Relación tóxica                | Stephanie          | Protagonista      |
| 2024  | Ven a mi casa esta Navidad     |                    | Protagonista      |